# Coelorinchus pardus
Coelorinchus pardus és una espècie de peix de la família dels macrúrids i de l'ordre dels gadiformes.
Els adults poden atènyer fins a 30 cm de llargària total. És un peix bentopelàgic i marí d'aigües tropicals que viu entre 107-187 m de fondària.
Es troba al Mar d'Arafura al Territori del Nord d'Austràlia.